# Laxå (comune)
Laxå è un comune svedese di 5 683 abitanti, situato nella contea di Örebro. Il suo capoluogo è la cittadina omonima.

## Località
Nel territorio comunale sono comprese le seguenti aree urbane (tätort):
- Finnerödja
- Hasselfors
- Laxå
- Röfors

## Amministrazione

### Gemellaggi
- Grevesmühlen